# Liste der Arbeitslager in Hunan
Umerziehung durch Arbeit ist ein System von Arbeitslagern in der Volksrepublik China.
Diese Liste führt solche Arbeitslager in der Provinz Hunan auf.
| Bezeichnung                                            | Unternehmensbezeichnung                    | Stadt/Kreis     | Dorf/Stadt                | Gründungsjahr | Bemerkungen |
| ------------------------------------------------------ | ------------------------------------------ | --------------- | ------------------------- | ------------- | --- |
| Umerziehung durch Arbeit Bainihu                       |                                            | Xiangyin County |                           | 1972          | Einzige Umerziehung-durch-Arbeit-Farm in der Provinz, Entwicklungsdistrikt Gaolin Xincheng                                     |
| Umerziehung durch Arbeit der Frauen Baimalong          |                                            | Zhuzhou         | Baimalong, Baifeng        | 1958          | Einzige Frauen-Umerziehung durch Arbeit in Hunan                                                                               |
| Umerziehung durch Arbeit Changde                       | Schaltanlagenfabrik Changde Stadt Xinsheng |                 | Jubaocun, Distrikt Wuling | 1983          | Bekommt sowohl örtliche Arbeitslagerinsassen, als auch Drogentäter aus benachbarten Gegenden                                   |
| Umerziehung durch Arbeit Changqiao                     | Gartenbaufarm Changqiao                    | Changsha        |                           | 1963          | Hatte früher ihren Sitz in Changqiao, Changsha. Hatte seit ihrer Gründung über 40 000 Insassen.                                |
| Drogentherapie-Umerziehung durch Arbeit Stadt Changsha | Changsha                                   |                 |                           |               | |
| Umerziehung durch Arbeit der Frauen Changsha           | Hunan Silk Mill                            |                 |                           | 1950          | |
| Umerziehung durch Arbeit Chenzhou                      |                                            | Chenzhou        |                           | 1981          | |
| Umerziehung durch Arbeit Hengyang                      | Hengyang                                   |                 |                           |               | Bau begann 1950 |
| Umerziehung durch Arbeit Huaihua                       |                                            | Huaihua         | Xichong                   |               | Der Bau begann 1981. |
| Abteilung jugendliche Straftäter Hunan                 | Changsha                                   | Yuhua           |                           | 2003          | Einziges Arbeitslager in Hunan mit jugendlichen Insassen                                                                       |
| Umerziehung durch Arbeit Loudi                         | Loudi                                      | Louxing         |                           | 1983          | |
| Umerziehung durch Arbeit Pingtang                      | Provinzialzementfabrik Hunans Xinsheng     | Changsha        | Pingtang, Hexi            | 1979          | Gefangene sind Drogentäter, Menschen, die aus anderen Arbeitslagern entwichen sind, oder die als schwierig beschrieben wurden. |
| Umerziehung durch Arbeit Shaoyang                      |                                            | Shaoyang        | Chengdong Guanyin Tang    |               | |
| Umerziehung durch Arbeit Xiangtan                      | Farm Xiangtan Jianshe                      |                 |                           | 1972          | |
| Umerziehung durch Arbeit Xinkaipu                      | Schalterfabrik Hunan                       | Changsha        | Jincha                    | 1952          | |
| Umerziehung durch Arbeit Yiyang                        |                                            |                 | Yangshu, Changchun        | 1983          | |
| Umerziehung durch Arbeit Yongzhou                      |                                            | Yongzhou        |                           |               | |
| Umerziehung durch Arbeit Yueyang                       |                                            |                 | Sanjiaoping               | 1984          | Ursprünglich Farm Junshan genannt                                                                                              |
| Umerziehung durch Arbeit Präfektur Xiangxi             |                                            | Jishou          | Yaxi, Yangjiaping         | 1981          | |
| Umerziehung durch Arbeit Zhuzhou                       |                                            | Hetang, Zhuzhou |                           |               | |

## Quelle
- Laogai Handbook (2007–2008). (PDF; 3,5 MB) The Laogai Research Foundation, 2008, abgerufen am 10. Januar 2011.